# Heitor Cavalcanti
Heitor de Albuquerque Cavalcanti, ou apenas Heitor Cavalcanti, (Paulistana, 7 de outubro de 1924 – Teresina, 26 de novembro de 2010) foi um jornalista, comerciante, farmacêutico, industrial e político brasileiro, outrora deputado federal pelo Piauí.

## Dados biográficos
Filho de Elpídio José Cavalcanti e Petronila de Albuquerque Cavalcanti (Sinhá). Formado em Farmácia pela Universidade Federal de Juiz de Fora em 1949, presidiu a Associação dos Farmacêuticos Piauienses. Diretor e redator do jornal A Voz do Povo em Teresina, presidiu o Sindicato dos Jornalistas Profissionais do Piauí.
Irmão do deputado estadual Deusdedit Cavalcanti

### Carreira política
Presidente do diretório estadual da UDN, foi eleito deputado estadual por esse partido em 1954. Candidato a deputado federal em 1958, ficou na primeira suplência, sendo efetivado após Chagas Rodrigues abdicar do mandato parlamentar conquistado por ter sido eleito governador do Piauí naquele mesmo ano. Reeleito em 1962, ingressou na ARENA após o bipartidarismo imposto pelo Regime Militar de 1964, chegando a compor o diretório estadual do partido, conquistando novos mandatos em 1966 e 1970.. Nomeado conselheiro do Tribunal de Contas do Piauí pelo governador Alberto Silva em 1975, presidiu aquela corte de 1985 a 1993.

### Genealogia
Heitor Cavalcanti fazia parte da tradicional família Coelho Rodrigues de Paulistana, estado do Piauí, com raízes genealógicas na Freguesia de Paço de Sousa, no Distrito do Porto, em Portugal, visto que era tetraneto de Valério Coelho Rodrigues Filho, de Maria Rodrigues de Santana e de José Rodrigues Coelho, sendo, portanto, pentaneto por três linhas maternas de Domiciana Vieira de Carvalho e de Dom Valério Coelho Rodrigues. Valério Coelho Rodrigues firmou importantes raízes históricas e sociais na Região do Nordeste e gerou uma vasta família com descendência que se projeta na política nacional do Brasil até os dias de hoje.